# Grenze zwischen der Ukraine und Ungarn

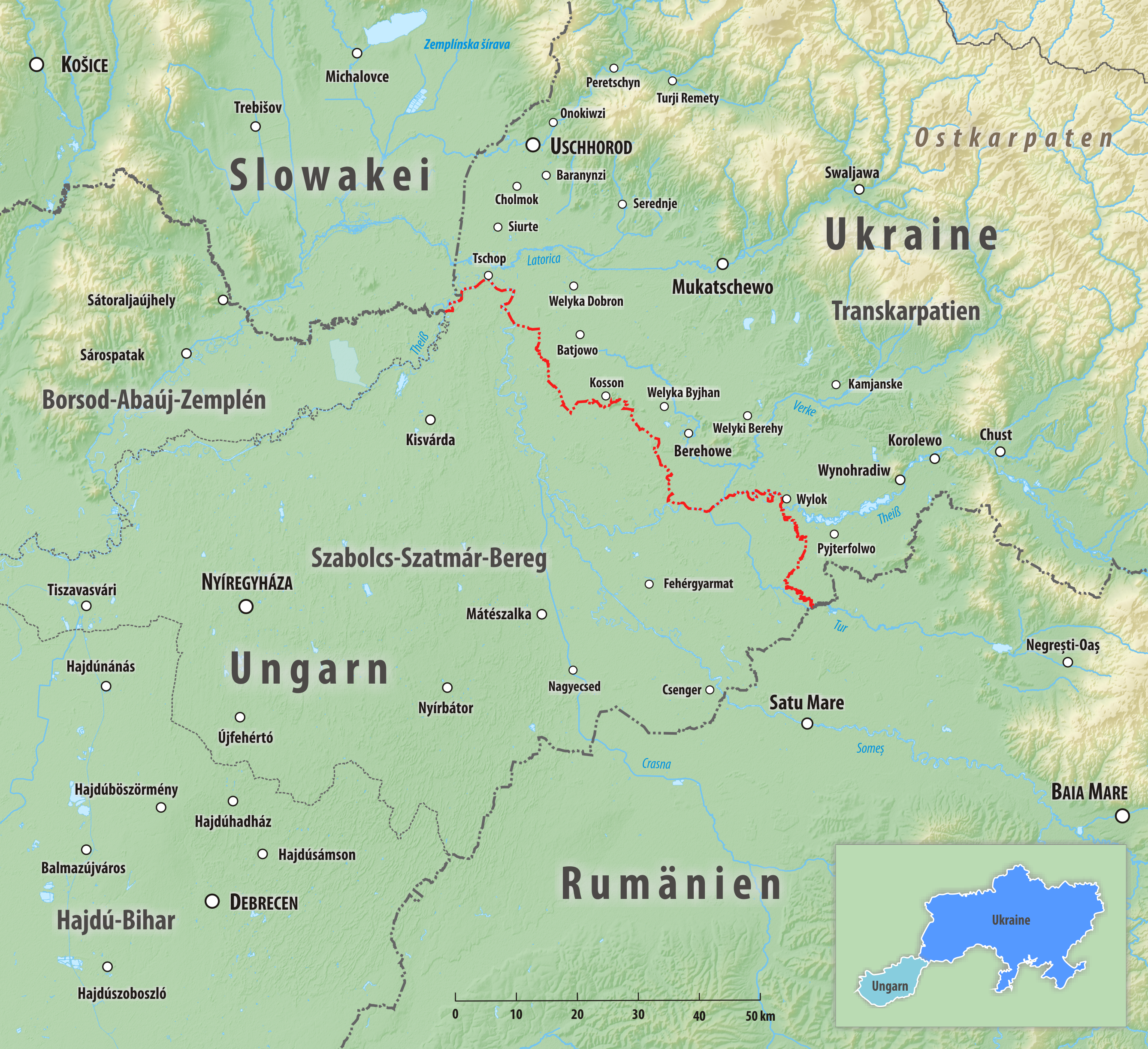
Grenzverlauf Ukraine-Ungarn

Die Grenze zwischen der Ukraine und Ungarn ist eine Landgrenze im Osten Europas. Sie verläuft zwischen dem Westen der Ukraine und dem Nordosten Ungarns und ist gleichzeitig Außengrenze der Europäischen Union.

## Verlauf
Die 136,7 km lange Staatsgrenze beginnt am Dreiländereck Slowakei-Ungarn-Ukraine bei der ungarischen Stadt Záhony an der Theiß, die zunächst den Grenzfluss nach Ungarn bildet. Anschließend weicht die Grenze vom Flusslauf ab, verläuft jedoch südöstlich weiter durch das Theißtal, bis sie erneut auf den Fluss trifft. Kurz vor ihrem Ende verlässt sie wieder den Flusslauf der Theiß und biegt nach Süden ab, wo sie am Dreiländereck Rumänien-Ukraine-Ungarn endet.

## Gemeinden an der Staatsgrenze (von Nord nach Süd)

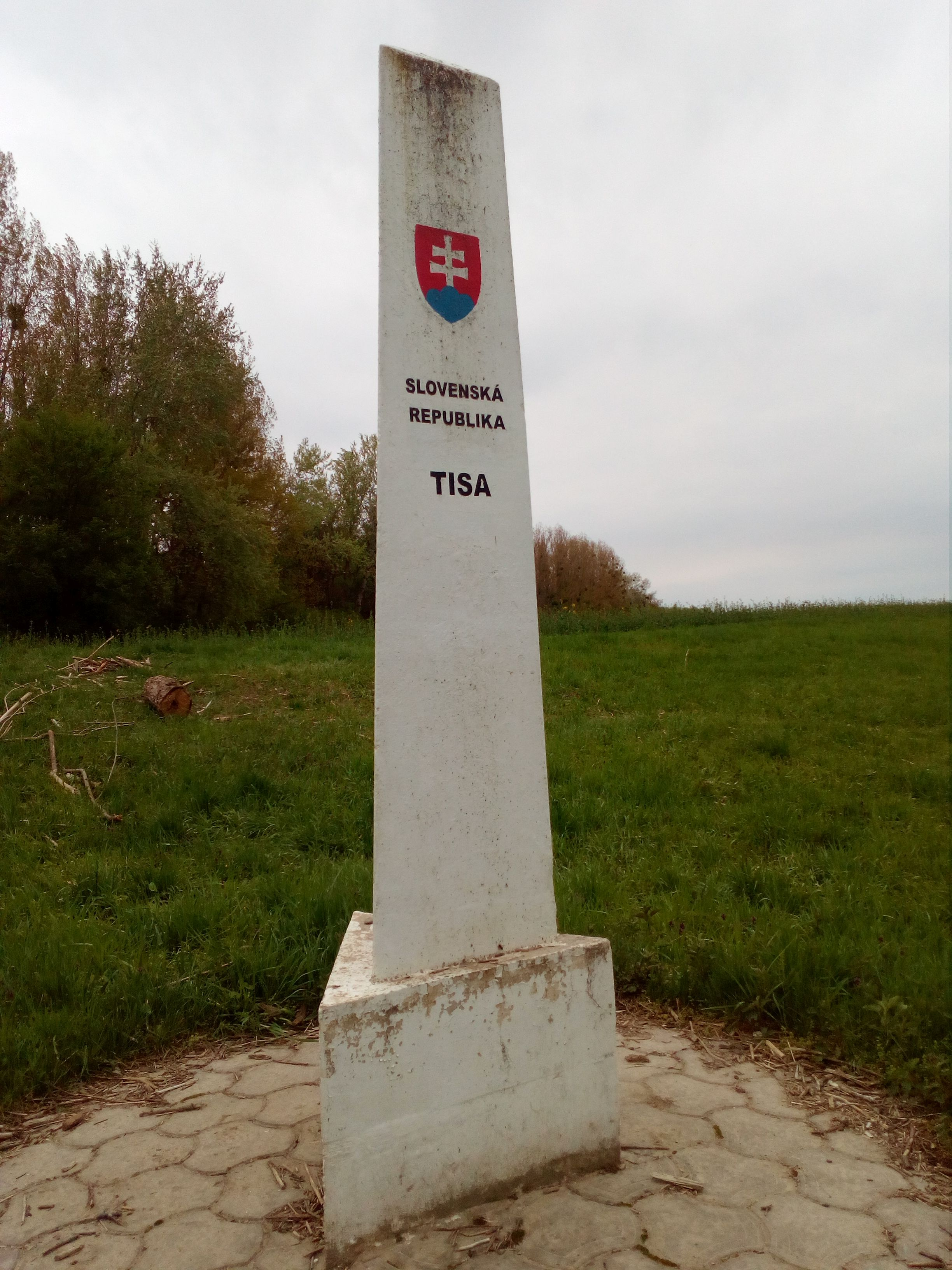
Dreiländereck Slowakei-Ukraine-Ungarn

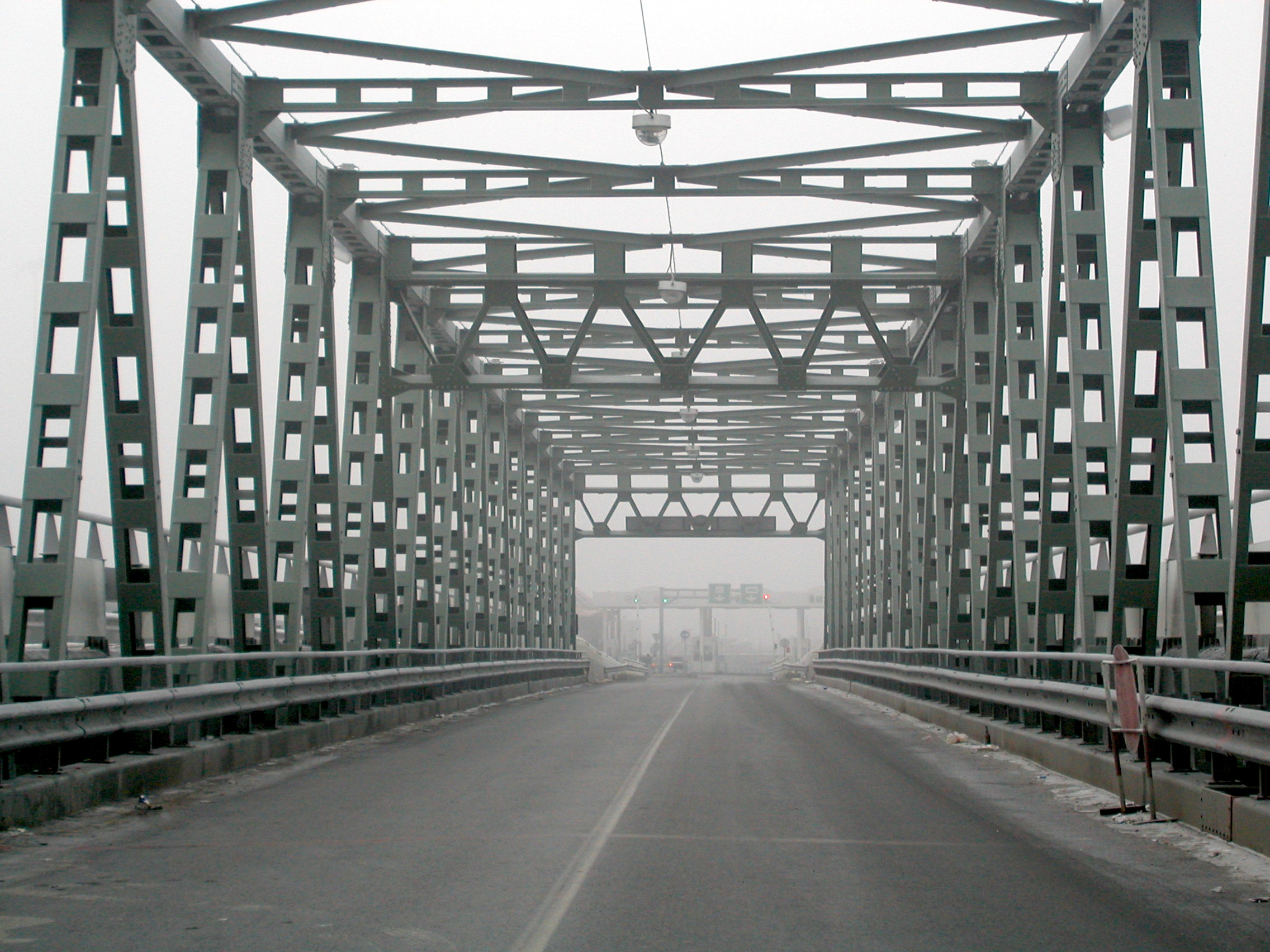
Straßenbrücke über die Theiß an der ukrainisch-ungarischen Grenze zwischen Tschop und Záhony

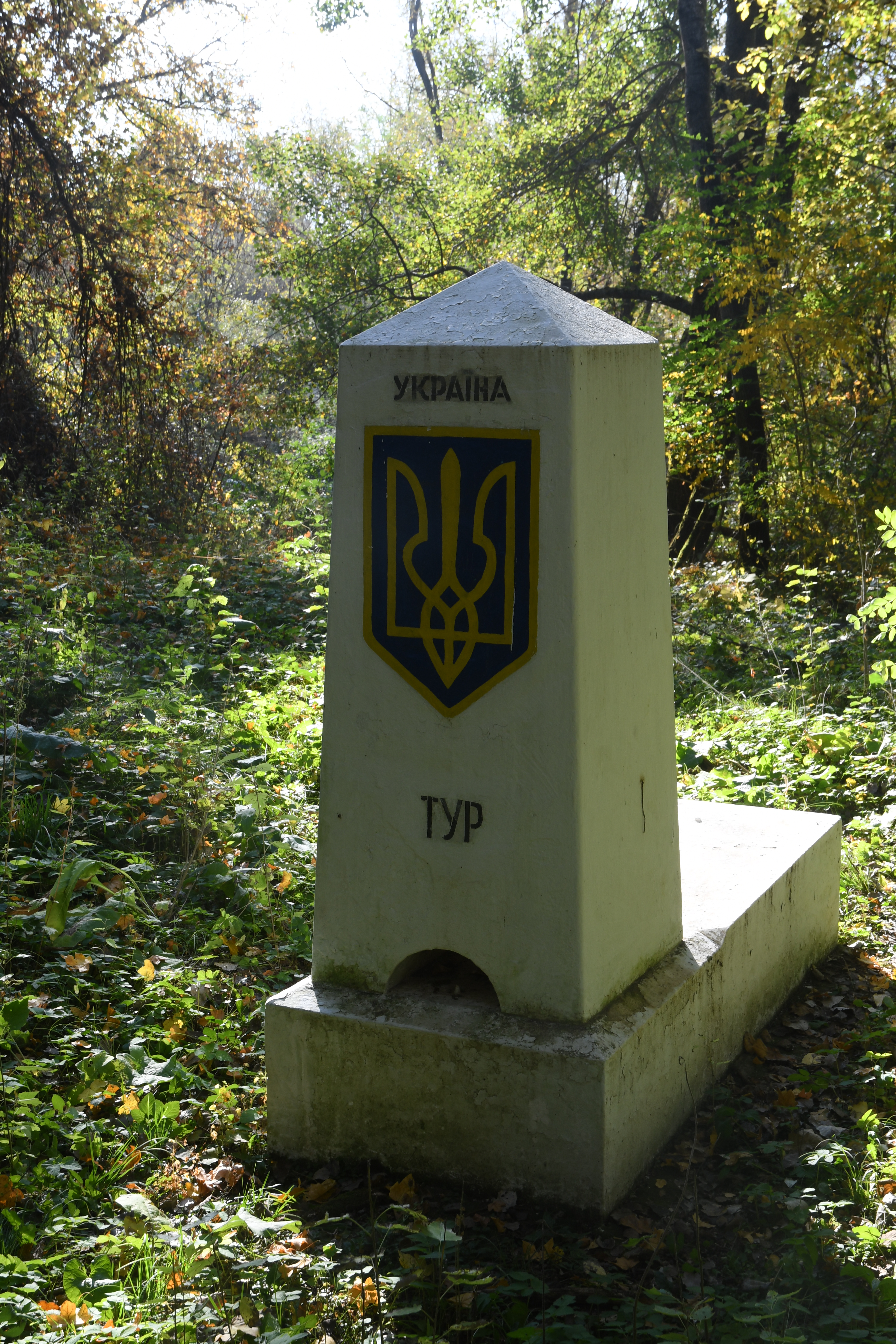
Dreiländereck Rumänien-Ukraine-Ungarn

| UNGARN                    | UNGARN        | UNGARN           | UNGARN           |                                       | UKRAINE          | UKRAINE  | UKRAINE   | UKRAINE        |
| Komitat Verwaltungsbezirk | Kreis         | Gemeinde         | Grenz- übertritt | Grenz- übertritt                      | Hromada Gemeinde | Rajon    | Oblast    |                |
| ------------------------- | ------------- | ---------------- | ---------------- | ------------------------------------- | ---------------- | -------- | --------- | -------------- |
| Slowakei                  |               |                  |                  |                                       |                  |          |           |                |
| Szabolcs-Szatmár-Bereg    | Záhony        | Záhony           |                  | T h e i ß                             |                  | Tschop   | Uschhorod | Transkarpatien |
| Szabolcs-Szatmár-Bereg    | Záhony        | Zsurk            |                  | T h e i ß                             |                  | Tschop   | Uschhorod | Transkarpatien |
| Szabolcs-Szatmár-Bereg    | Záhony        | Tiszaszentmárton |                  | T h e i ß                             |                  | Tschop   | Uschhorod | Transkarpatien |
| Szabolcs-Szatmár-Bereg    | Záhony        | Eperjeske        |                  | T h e i ß                             |                  | Tschop   | Uschhorod | Transkarpatien |
| Szabolcs-Szatmár-Bereg    | Vásárosnamény | Lónya            |                  | P a n o n i s c h e T i e f e b e n e |                  | Tschop   | Uschhorod | Transkarpatien |
| Szabolcs-Szatmár-Bereg    | Vásárosnamény | Lónya            |                  | P a n o n i s c h e T i e f e b e n e | Batjowo          | Berehowe |           | Transkarpatien |
| Szabolcs-Szatmár-Bereg    | Vásárosnamény | Mátyus           |                  | P a n o n i s c h e T i e f e b e n e |                  | Berehowe | Kosson    | Transkarpatien |
| Szabolcs-Szatmár-Bereg    | Vásárosnamény | Tiszakerecseny   |                  | P a n o n i s c h e T i e f e b e n e |                  | Berehowe | Kosson    | Transkarpatien |
| Szabolcs-Szatmár-Bereg    | Vásárosnamény | Barabás          |                  | P a n o n i s c h e T i e f e b e n e |                  | Berehowe | Kosson    | Transkarpatien |
| Szabolcs-Szatmár-Bereg    | Vásárosnamény | Beregdaróc       |                  | P a n o n i s c h e T i e f e b e n e |                  | Berehowe | Kosson    | Transkarpatien |
| Szabolcs-Szatmár-Bereg    | Vásárosnamény | Berehowe         |                  | P a n o n i s c h e T i e f e b e n e |                  | Berehowe |           | Transkarpatien |
| Szabolcs-Szatmár-Bereg    | Vásárosnamény | Beregsurány      |                  | P a n o n i s c h e T i e f e b e n e |                  | Berehowe |           | Transkarpatien |
| Szabolcs-Szatmár-Bereg    | Vásárosnamény | Tarpa            |                  | P a n o n i s c h e T i e f e b e n e |                  | Berehowe |           | Transkarpatien |
| Szabolcs-Szatmár-Bereg    | Vásárosnamény | Wylok            |                  | P a n o n i s c h e T i e f e b e n e |                  | Berehowe |           | Transkarpatien |
| Szabolcs-Szatmár-Bereg    | Fehérgyarmat  | Szatmárcseke     |                  | T h e i ß                             |                  | Berehowe |           | Transkarpatien |
| Szabolcs-Szatmár-Bereg    | Fehérgyarmat  | Tiszakóród       |                  | T h e i ß                             |                  | Berehowe |           | Transkarpatien |
| Szabolcs-Szatmár-Bereg    | Fehérgyarmat  | Tiszacsécse      |                  | T h e i ß                             |                  | Berehowe |           | Transkarpatien |
| Szabolcs-Szatmár-Bereg    | Fehérgyarmat  | Milota           |                  | T h e i ß                             |                  | Berehowe |           | Transkarpatien |
| Szabolcs-Szatmár-Bereg    | Fehérgyarmat  | Tiszabecs        |                  | T h e i ß                             |                  | Berehowe |           | Transkarpatien |
| Szabolcs-Szatmár-Bereg    | Fehérgyarmat  | Pyjterfolwo      |                  | T h e i ß                             |                  | Berehowe |           | Transkarpatien |
| Szabolcs-Szatmár-Bereg    | Fehérgyarmat  | Wynohradiw       |                  |                                       |                  | Berehowe |           | Transkarpatien |
| Szabolcs-Szatmár-Bereg    | Fehérgyarmat  | Uszka            |                  |                                       |                  | Berehowe |           | Transkarpatien |
| Szabolcs-Szatmár-Bereg    | Fehérgyarmat  | Magosliget       |                  |                                       |                  | Berehowe |           | Transkarpatien |
| Szabolcs-Szatmár-Bereg    | Fehérgyarmat  | Kispalád         |                  |                                       |                  | Berehowe |           | Transkarpatien |
| Szabolcs-Szatmár-Bereg    | Fehérgyarmat  | Kishódos         |                  |                                       |                  | Berehowe |           | Transkarpatien |
| Szabolcs-Szatmár-Bereg    | Fehérgyarmat  | Nagyhódos        |                  |                                       |                  | Berehowe |           | Transkarpatien |
| Szabolcs-Szatmár-Bereg    | Fehérgyarmat  | Garbolc          |                  |                                       |                  | Berehowe |           | Transkarpatien |
| Rumänien                  |               |                  |                  |                                       |                  |          |           |                |

## Grenzübergänge
| Grenzübergang Ungarn | Grenzübergang Ukraine | Art des Überganges   | Koordinaten                      |
| -------------------- | --------------------- | -------------------- | -------------------------------- |
| Záhony               | Tschop                | Straße               | 48° 24′ 48,8″ N, 22° 10′ 17,6″ O |
| Záhony               | Tschop                | Eisenbahn            | 48° 24′ 54,6″ N, 22° 11′ 5,7″ O  |
| Barabás              | Batjowo               | Eisenbahn            | 48° 21′ 48,4″ N, 22° 22′ 51,7″ O |
| Tiszaszentmárton     | Solowka               | Eisenbahn            | 48° 22′ 26,3″ N, 22° 15′ 22,8″ O |
| Lónya                | Horonhlab (Горонглаб) | Straße (außer Busse) | 48° 18′ 37,5″ N, 22° 20′ 50,5″ O |
| Barabás              | Kosson                | Straße (außer Busse) | 48° 14′ 52,4″ N, 22° 26′ 49,8″ O |
| Beregsurány          | Astej (Астей)         | Straße               | 48° 9′ 54,2″ N, 22° 34′ 23,6″ O  |
| Tiszabecs            | Wylok                 | Straße               | 48° 5′ 45,8″ N, 22° 50′ 12,5″ O  |

## Geschichte

Karte der Karpatenukraine nach Angliederung an die Tschechoslowakei 1920, nach dem Ersten Wiener Schiedsspruch 1938 und heutiger Grenzverlauf

Die heutige Grenzziehung wurde nach dem Ersten Weltkrieg 1918 nach dem Zerfall Österreich-Ungarns von einer internationalen Kommission als Teil der ungarisch-tschechoslowakischen Grenze erarbeitet. Nachdem die Karpatenukraine nach dem Zweiten Weltkrieg an die Sowjetunion gefallen war, wurde sie zur Grenze zwischen der sowjetischen Unionsrepublik Ukrainische SSR und der Ungarischen Volksrepublik. Nach dem Zerfall der Sowjetunion 1991 wurde sie die Grenze zwischen Ungarn und der nun unabhängigen Ukraine.
Nachdem Ungarn im Zuge der EU-Osterweiterung am 1. Mai 2004 Mitglied der Europäischen Union wurde, ist die Grenze auch eine Außengrenze der EU.